# Танк (Старкрафт)
Танковете са най-тежките наземни бойни единици на Тераните от стратегията Старкрафт. Те могат да бъдат ъпгрейднати в т.нар. „обсаден режим“ (siege mode), при който се превръщат в артилерийска установка. Началното поражение на танковото оръдие е 30 (с ъпгрейди 39), а на артилерийското 70 (85 с ъпгрейдите). Победата трудно може да бъде постигната без тази единица.